# Villa Liebegg
Die Villa Liebegg in Männedorf am Zürichsee war das Wohnhaus des Schweizer Schulrats und Politikers Eduard Billeter, der in der Zürcher Kantonsregierung sass.

## Geschichte (erbaut um 1833)
«Liebegg» wurde 1853 für Eduard Billeter  (Sohn des Baumwoll-Fabrikanten Hs Jacob Billeter, wohnhaft im sogenannten Untervogthaus) später Erziehungs- und Regierungsrat, erbaut. Architekt war wahrscheinlich Jakob Billeter aus der Familie, der auch Kunstmaler war. Um 1850 wurden die beiden Gartenportale gegen die Landstrasse hinzugefügt. Beim Bau der rechtsufrigen Zürichseebahn 1894 wurde unterhalb der Liegenschaft eine Stützmauer erstellt. 1895 ging die Villa an den späteren Oberrichter Carl Bindschedler (1862–1959), der das Walmdach kappen und eine Dachzinne aufbauen liess. In den Jahren 1916 und 1917 wurde auf der östlichen Schmalseite ein zweigeschossiger Anbau mit Veranda erstellt. (Die Nebengebäude wurden in den Jahren 1936 und 1938 fertiggestellt.)
Zwei Ökonomiegebäude wurden gleichzeitig nach 1833 erstellt. Zur Villa Liebegg gehörte auch das sogenannte Pächterhaus mit Scheune. Heute für Ausstellungen genutzt.
1960 kam die Liegenschaft in den Besitz der Gemeinde Männedorf. Nach einem Hagelschaden im Jahre 1967 wurden die Schieferdächer aller Gebäude durch Ziegeldächer ersetzt. 1950 wurden eines der Gartenportale und ein grosser Teil der Umfassungsmauer entfernt. Die Villa wurde in den Jahren 1972 bis 1974 umfassend saniert, wobei sie wieder das ursprüngliche Walmdach erhielt.
Die Villa wurde 2021 als Musikschule genutzt. Von der Terrasse aus hat man einen Ausblick über den Zürichsee.

## Architektur
Die Villa liegt oberhalb des Bahnhofs Männedorf in einer kleinen Parkanlage an der Alten Landstrasse 220. Auf der Nordseite wird der Bau von zwei Nebengebäuden flankiert, ähnlich der von Andrea Palladio erbauten Villen in Vicenza. Die Villa steht auf einer Art Terrasse, die durch eine Stützmauer gebildet wird. In dieser befinden sich vier Nischen mit Statuen.